# Reactor en línea
Un reactor en línea es un componente eléctrico, que consiste en una o más bobinas inductoras o transformadoras, cada elemento es cableado en serie con una fase del circuito, generalmente entre la fuente de poder y la carga eléctrica.
De acuerdo con las propiedades de un inductor, el reactor en línea se opondrá a cambios rápidos en la corriente y/o frecuencias. Este dispositivo sirve también para atenuar picos de corrientes. El tipo más común es diseñado para energía eléctrica en 3 fases, en el cual 3 inductores aislados están conectados en serie con cada una de las tres fases.